# Справа «Молодої генерації»
Справа «Молодої генерації» українських націоналістів 1938 — політична справа, сфабрикована в добу «єжовщини». 
Перші арешти в справі організації «Молода генерація», що нібито виникла 1936 і мала на меті «насильницьке повалення радянської влади на Україні та встановлення фашистського ладу», були здійснені навесні 1938. Одними з найперших були заарештовані керуючий справами ЦК КП(б)У О. Я. Власенко та керуючий справами РНК УРСР П. Н. Мілько. Крім іншого, від заарештованих вимагали свідчень про те, що вони готували терористичні акти. Під тортурами вони дали такі свідчення. 
20 серпня 1938 нарком внутрішніх справ УРСР О. І. Успенський затвердив обвинувальний висновок у справі О. Я. Власенка. 22 вересня 1938 виїзна сесія військової колегії Верховного суду СРСР присудила його до смерті, страчений був і П. Н. Мілько. 
Крім них, по справі проходили:
- М. М. Середенко, заступник завідувача відділу науки ЦК КП(б)У
- К. М. Максимець, зав. особливого сектору ЦК КП(б)У
- О. А. Калінін, колишній співробітник особливого сектору ЦК КП(б)У
- П. І. Клушин, пом. секретаря ЦК КП(б)У
- А. П. Ващук, заст. завідувача відділу ЦК КП(б)У
- В. Канов-Каневський, голова облплану і заступник голови Чернігівського облвиконкому
- М. П. Рубашенко, тех. секретар політбюро ЦК КП(б)У
- І. С. Зей, тех. секретар оргбюро і секретаріату ЦК КП(б)У
- З. М. Коган, працівник ЦК КП(б)У
- Д. І. Новицький, пом. секретаря ЦК КП(б)У
- П. Й. Клубін, зав. обліково-економічного відділу наркомату місцевої промисловостісті УРСР
- В. П. Теплицький, тимчасовий виконувач обов'язків директора Інституту економіки АН УРСР (див. Інститут економіки НАН України)
- А. Л. Белаківський, зав. відділу газети «Радянська Україна»
- І. П. Панащенко, наук. співробітник Інституту економіки АН УРСР
- М. Ф. Гришко, заст. нач. управління у справах мистецтва при РНК УРСР
- Т. О. Шматлай, заст. завідувача шкільного відділу ЦК КП(б)У
- І. М. Левшин, заст. наркома освіти УРСР
- М. А. Мартинов, зав. сектору комунального господарства, транспорту і зв'язку РНК УРСР
- О. А. Бородін, зав. сектору культури Управління справами РНК УРСР
- Т. Я. Чубар, нарком місцевої промисловості УРСР та ін.

Більшість з них відмовилася від своїх попередніх свідчень і стверджувала, що до них застосовувалися незаконні методи слідства й вони змушені були себе обмовити. І хоча у квітні 1939 частину обвинувачених було засуджено, більшій частині вдалося довести сфабрикований характер висунутих проти них обвинувачень і вони були звільнені. Такий перебіг подій відображав загальну зміну в репресивній політиці режиму після усунення наприкінці 1938 М.Єжова і приходу на посаду наркома внутрішніх справ СРСР Л.Берії, який, на противагу «єжовщині», почав створювати ілюзію послаблення терору.